# Parti du travail (Lituanie)
Pour les articles homonymes, voir Parti du travail.
Le Parti du travail (en lituanien : Darbo partija, DP) est un parti politique lituanien centriste, considéré par certains comme populiste. 
Il est membre du Parti démocrate européen, puis de l'Alliance des démocrates et des libéraux pour l'Europe. 

## Histoire
Le Parti du travail est créé le 18 octobre 2003, lors d'un premier congrès réunissant 1 000 membres à Vilnius. Viktoras Uspaskich (d'origine russe) y est élu président du parti tandis que Viktoras Muntianas, maire de la région de Kėdainiai et Žilvinas Padaiga, professeur et vice-recteur de l'université de médecine de Kaunas deviennent vice-présidents. Le parti est officiellement enregistré par les autorités le 25 novembre 2003.
Le 10 février 2004, après de nombreux meetings du président du parti, des sections locales sont organisées à travers toute la Lituanie et le parti comprend 5 000 membres.
Le premier congrès officiel est organisé le 20 mars 2004. Antanas Bosas, docteur ès-sciences sociales, est désigné comme 3e vice-président et les candidats aux élections au Parlement européen y sont présentés.
Il a envoyé cinq députés au Parlement européen lors des élections européennes de juin 2004, après avoir obtenu 363 996 voix et 30,16 % des votes exprimés. Cinq ans plus tard, il est en fort recul, n'obtenant plus qu'un seul député et 8,56 % des voix.
Selon un sondage réalisé par l’institut Spinter à la mi-septembre 2004, soit peu avant les législatives, le parti dirigé par Viktoras Uspaskich recueillerait 26,2 % des intentions de vote : il a finalement obtenu davantage, soit la majorité relative (28,4 %) au Seimas aux élections d'octobre 2004.
Lors des législatives de 2008, en coalition avec le parti Jeunesse, il remporte 111 149 voix (8,99 %) et 10 députés. 
En mai 2015, le député européen Valentinas Mazuronis quitte le parti Ordre et justice et rejoint le Parti du travail, dont il prend la présidence. Ce dernier quitte le parti après les élections législatives de 2016.
Lors des élections législatives de 2024, le parti n'obtient aucun siège et sort du Seimas.

## Présidents
- 2003-2006 : Viktoras Uspaskich
- 2006-2007 : Kęstutis Daukšys
- 2007-2013 : Viktoras Uspaskich
- 2013 : Vytautas Gapšys
- 2013-2015 : Loreta Graužinienė
- 2015 : Valentinas Bukauskas et Viktoras Uspaskich
- 2015-2016: Valentinas Mazuronis
- 2016 : Vytautas Gapšys
- 2016-2017 : Živilė Pinskuvienė
- 2017-2018 : Šarūnas Birutis
- Depuis 2018 : Viktoras Uspaskich

## Résultats électoraux

### Élections législatives
| Année | Députés  | Votes   | %    | Rang | Gouvernement                                      |
| ----- | -------- | ------- | ---- | ---- | ------------------------------------------------- |
| 2004  | 39 / 141 | 340 035 | 28,4 | 1er  | Brazauskas II (2004-2006), opposition (2006-2008) |
| 2008  | 10 / 141 | 111 149 | 9,0  | 5e   | Opposition                                        |
| 2012  | 29 / 141 | 255 290 | 20,2 | 1er  | Butkevičius                                       |
| 2016  | 2 / 141  | 59 620  | 4,7  | 8e   | Opposition                                        |
| 2020  | 10 / 141 | 110 566 | 9,4  | 3e   | Opposition                                        |
| 2024  | 0 / 141  |         | 2,24 | 11e  | Extra-parlementaire                               |

### Élections européennes
| Année | Députés | Votes   | %    | Rang | Groupe |
| ----- | ------- | ------- | ---- | ---- | ------ |
| 2004  | 5 / 13  | 363 931 | 30,2 | 1er  | ADLE   |
| 2009  | 1 / 12  | 48 368  | 9,3  | 4e   | ADLE   |
| 2014  | 1 / 11  | 146 607 | 12,8 | 5e   | ADLE   |
| 2019  | 1 / 11  | 113 243 | 9,0  | 4e   | RE     |
| 2024  | 0 / 11  | 11 238  | 1,7  | 13e  | -      |